# Tessitore al telaio
Tessitore al telaio è un dipinto a olio su tela (64x80 cm) realizzato nel 1884 dal pittore Vincent van Gogh.
È conservato nel Rijksmuseum Kröller-Müller di Otterlo.